# Laura Rus
Laura Rus (Boksánbánya, 1987. október 1. –) román női válogatott labdarúgó.

## Pályafutása

### Klubcsapatokban
Egyetemi tanulmányait Resicabányán végezte, mellette pedig az intézmény kézilabdacsapatát erősítette.
17 évesen kezdett el focizni a Pandurii Târgu Jiu színeiben. Zsilvásárhelyen három bajnoki ezüstérmet szerzett, és játéka felkeltette a Sporting Huelva érdeklődését. Spanyolországban általában a középmezőnyben végzett a Huelvával.
2010-ben egy szezon erejéig a ciprusi Apóllon szerződtette, és fontos szerepet vállalt a limassoli klub triplájában. Egy újabb spanyol idény után ismét Cipruson kötött ki, és kétéves kötelékét ismét bajnoki, kupa- és szuperkupagyőzelmekkel aranyozta be.
A Fortuna Hjørringhez 2013 nyarán távozott. A zöld-fehérekkel egy bajnoki címet szerzett, de a szezon végén kapott koreai ajánlatnak nem tudott nemet mondani, így a Szuvon keretével kezdte a 2014-es évet, az idény végén pedig az Icshon Dhekdzsonál töltött még két évet Dél-Koreában.
Két ezüstéremmel tért vissza 2017-ben harmadik alkalommal a Huelvához, majd az újabb ciprusi tripla után az olasz Sassuolóval egy gól nélküli szezont húzott le. Veronában 19 meccsen 7 gólt szerzett, de csapata csak jobb gólarányának köszönhetően tudott az élvonalban maradni.
Miután szerződését nem hosszabbította meg, az Anderlechtnél folytatta pályafutását. A belga klubot 13 mérkőzésén szerzett 7 góljával segítette a bajnoki címhez, következő évében mégis távozott, és a kisbecskereki Fortunánál 24 góllal gólkirálynőként fejezte be a román pontvadászatot.
2021-ben az izlandi élvonalba frissen feljutott Tindastoll gárdájával nem sikerült beváltani a klub reményeit a bennmaradásért és búcsúztak az első osztálytól.
Az olasz Serie C-ben érdekelt Apulia Trani csapatát választotta a 2021–22-es szezonra és 24 meccsen lépett pályára, melyeken 50 góljával a klub bajnoki címéhez jelentősen járult hozzá.

## Sikerei, díjai

### Klubcsapatokban
Belga bajnok (1):
- Anderlecht (1): 2020

 Dán bajnok (1):
- Fortuna Hjørring (1): 2014

 Ciprusi bajnok (4):
- Apóllon Lemeszú (4): 2010, 2012, 2013, 2017

 Ciprusi kupagyőztes (4):
- Apóllon Lemeszú (4): 2010, 2012, 2013, 2017

 Ciprusi szuperkupa-győztes (4):
- Apóllon Lemeszú (4): 2010, 2012, 2013, 2017

 Dél-koreai bajnoki ezüstérmes (2):
- Icshon Dhekdzso (2): 2015, 2016

 Olasz harmadosztályú bajnok (1):
- Apulia Trani (1): 2022

### A válogatottban
Románia
- Török-kupa ezüstérmes (1): 2019[5]

### Egyéni
Liga I gólkirálynő (1): 2020–21 – (24 gól)